# Зубов, Виталий Васильевич
Виталий Васильевич Зубов (26 июня 1926, Златоуст, Уральская область — 2 февраля 2003, Кичигино, Челябинская область) — советский хозяйственный и партийный деятель. Председатель Увельского районного комитета КПСС (1970—1982), депутат Увельского районного Совета народных депутатов (1961—1984), Челябинского областного Совета народных депутатов (1971—1975), кандидат в члены Челябинского ОК КПСС (1976—1984), Почётный гражданин Увельского района (1999).

## Образование, трудовая и политическая деятельность
В 1932 году семья Зубова переехала в Челябинск. В годы Великой Отечественной войны трудился калибровщиком на заводе «Калибр». После окончания средней школы в 1945 году поступил в ЧИМЭСХ, который окончил в 1950 году. Два года (1950—1952) отработав главным механиком Челябинского механического завода (ныне завод «Агромаш»), уходит на работу в Управление МГБ по Челябинской области.
В 1954 году по распределению Челябоблсельхозтехники отправляется в село Шемаха главным инженером Шемахинской МТС. В 1959 году становится директором Нижнеувельского (Кичигинского) ремонтного завода. Под руководством Зубова коллектив Кичигинского ремзавода в короткие сроки сумел реконструировать производство. Были построены новые цеха, запущен сборочно-разборочный конвейер, литейное производство. При заводе долгое время работала проблемная лаборатория ЧИМЭСХ, были разработаны и внедрены многие изобретения и способы восстановления узлов и деталей ДВС сельхозтехники. Завод освоил ремонт новейших по тем временам двигателей ЯМЗ, СМД, ЗМЗ. В 1973 году силами завода построено и введено в эксплуатацию новое здание Кичигинской средней школы, в 1985 — детский сад, ФАП. За внедрение изобретения созданного после 23 августа 1973 года вручен нагрудный знак Изобретатель СССР.

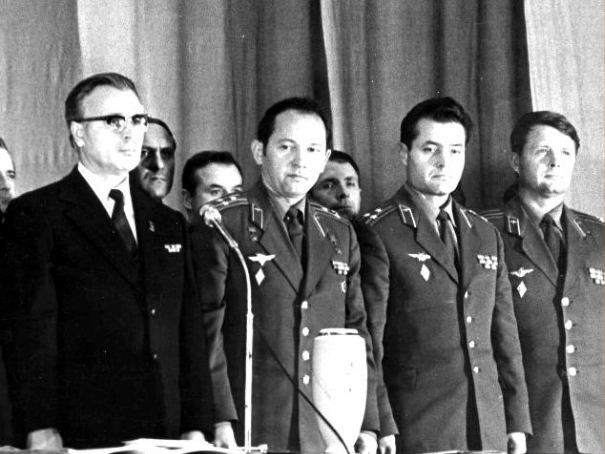
Приезд космонавта Г. В. Сарафанова в Увельский район, В. В. Зубов — слева, 1979 год

В 1970 году Зубов был избран Первым секретарем Увельского районного комитета КПСС. В 1982 году вернулся на пост директора Кичигинского ремонтного завода. В 1988 году вышел на пенсию, награждён медалью «Ветеран труда», в этом же году ему было присвоено звание «Почетный гражданин Увельского района»
Умер в 2003 году в возрасте 76 лет после тяжелой и продолжительной болезни.

## Награды
- Два Ордена Трудового Красного Знамени
- Медаль «За доблестный труд в Великой Отечественной войне 1941—1945 гг.»
- Медаль «В ознаменование 100-летия со дня рождения Владимира Ильича Ленина»
- Медаль «Ветеран труда»
- Юбилейные медали «Тридцать лет Победы в Великой Отечественной войне 1941—1945 гг.», «Сорок лет Победы в Великой Отечественной войне 1941—1945 гг.», «Пятьдесят лет Победы в Великой Отечественной войне 1941—1945 гг.»
- Нагрудный знак «Изобретатель СССР»